# Barbara Eden
Barbara Eden (født Barbara Jean Morehead den 23. august 1931 i Tucson, Arizona) er en amerikansk skuespiller.
Barbara Eden har medvirket i et utal af TV-serier med gæsteoptrædener i bl.a. Dallas, Perry Mason o.m.a. Hun har også haft adskillige større og mindre roller på filmlærredet, bl.a. spillede hun overfor Elvis Presley i hans film Flaming Star fra 1960.

## Hæder og priser
Barbara Eden blev valgt som Miss San Francisco i 1951.
Hun har en stjerne på Hollywood Walk of Fame.